# Ján Földeš
Ján Földeš (28. listopadu 1915 – 13. května 1981) byl slovenský fotbalový útočník a reprezentant.

## Hráčská kariéra
Za války nastupoval ve slovenské lize za ŠK Bratislava (nynější Slovan) a ŠK VAS Bratislava. S klubem ŠK Bratislava získal dva mistrovské tituly (1939/40 a 1940/41). Byl jediným reprezentantem z klubu bratislavských Maďarů ŠK VAS Bratislava.

### Reprezentace
Pětkrát reprezentoval Slovensko, vstřelil jeden reprezentační gól. Debutoval 3. prosince 1939 v Saské Kamenici, kde hosté prohráli s domácím Německem 1:3 (poločas 0:0). Ve svém druhém reprezentačním startu 6. června 1940 dal v Sofii gól domácímu Bulharsku, kterým v 55. minutě zvýšil na 3:1 pro hosty, kteří nakonec vyhráli 4:1 (poločas 1:1). Naposled oblékl reprezentační dres 7. června 1942 v Bratislavě, kde domácí prohráli s Chorvatskem 1:2 (poločas 1:2).